# Superliga Nacional de Futebol Americano de 2014
A Superliga Nacional de Futebol Americano de 2014 foi a divisão de elite do Campeonato Brasileiro de Futebol Americano de 2014. Foi dividida em Superliga Nordeste e Superliga Centro-Sul, onde os campeões de cada superliga se enfrentaram no Brasil Bowl V. Coritiba Crocodiles conquista o bicampeonato derrotando o João Pessoa Espectros em reedição do último Brasil Bowl.
A final da Superliga Nordeste vencida pelo João Pessoa Espectros contra o Recife Mariners realizado na Arena Pernambuco foi a primeira vez que um estádio utilizado na Copa do Mundo FIFA de 2014 a receber um jogo de futebol americano no país com uma presença de 7.056 espectadores.

## Fórmula de disputa
A Superliga Centro-Sul foi composta por cinco equipes. Cada time enfrenta uma vez cada adversário, sendo que os dois melhores classificados fazem a final.
A Superliga Nordeste, organizada pela LINEFA, foi dividida em duas fases: a Preliminar e Fase Principal. Na Fase Preliminar contando com oito equipes divididas em dois grupos, o Grupo Sul e o Grupo Norte. Classificando o melhor de cada grupo à próxima fase. A Fase Principal agora com oito equipes foi também dividida entre o Grupo Sul e o Grupo Norte. Os times jogam seis partidas (três em casa e três fora), sendo quatro partidas entre adversários da mesmo grupo e duas partidas fora do grupo. Os dois melhores classificam-se à semifinal, com o primeiro colocado enfrentando o segundo do outro grupo. Os vencedores fazem a final, o Nordeste Bowl V.
Os campeões das Superliga Nordeste e Superliga Centro-Sul decidem o título nacional, o Brasil Bowl V. Não houve rebaixamento.

## Equipes participantes
* Participaram apenas da Fase Preliminar da Superliga Nordeste.
| Superliga Centro-Sul                                                                           | Superliga Nordeste | Superliga Nordeste |
| ---------------------------------------------------------------------------------------------- | --- | --- |
| - São José Istepôs - Coritiba Crocodiles - Goiânia Rednecks - Cuiabá Arsenal - São Paulo Storm | Grupo Sul - João Pessoa Espectros - Recife Mariners - Recife Pirates - Sergipe Bravos - Vitória All Saints* - Maceió Marechais* - Salvador Kings* | Grupo Norte - América Bulls - Ceará Caçadores - Ceará Fênix - UFERSA Petroleiros - Natal Scorpions* - Tropa Campina* - Roma Gladiadores* |

## Superliga Nordeste

### Classificação da Fase Preliminar
Classificados para a Fase Principal estão marcados em verde.
| Pos         | Times                 | V | D | E | PCT   | PF | PS | SP  |
| ----------- | --------------------- | - | - | - | ----- | -- | -- | --- |
| Grupo Sul   |                       |   |   |   |       |    |    |     |
| 1           | Sergipe Bravos        | 2 | 0 | 0 | 1.000 | 34 | 10 | 24  |
| 2           | Vitória All Saints    | 1 | 1 | 0 | .500  | 21 | 19 | 2   |
| 3           | Maceió Marechais      | 1 | 1 | 0 | .500  | 25 | 27 | -2  |
| 4           | Salvador Kings        | 0 | 2 | 0 | .000  | 12 | 36 | -24 |
| Grupo Norte |                       |   |   |   |       |    |    |     |
| 1           | Natal Scorpions[a]    | 2 | 0 | 0 | 1.000 | 22 | 19 | 3   |
| 2           | UFERSA Petroleiros[a] | 1 | 1 | 0 | .500  | 47 | 16 | 31  |
| 3           | Tropa Campina         | 1 | 1 | 0 | .500  | 33 | 28 | 5   |
| 4           | Roma Gladiadores      | 0 | 2 | 0 | .000  | 22 | 61 | -39 |

### Classificação da Fase Principal
Classificados para os Playoffs estão marcados em verde.
| Pos         | Times                 | V | D | E | PCT   | PF  | PS  | SP   |
| ----------- | --------------------- | - | - | - | ----- | --- | --- | ---- |
| Grupo Sul   |                       |   |   |   |       |     |     |      |
| 1           | Recife Mariners       | 5 | 1 | 0 | .833  | 148 | 57  | 91   |
| 2           | João Pessoa Espectros | 5 | 1 | 0 | .833  | 223 | 51  | 182  |
| 3           | Sergipe Bravos        | 1 | 5 | 0 | .167  | 39  | 218 | -179 |
| 4           | Recife Pirates        | 0 | 6 | 0 | .000  | 35  | 216 | -181 |
| Grupo Norte |                       |   |   |   |       |     |     |      |
| 1           | Ceará Caçadores       | 6 | 0 | 0 | 1.000 | 181 | 71  | 110  |
| 2           | América Bulls         | 4 | 2 | 0 | .667  | 157 | 47  | 110  |
| 3           | UFERSA Petroleiros    | 2 | 4 | 0 | .333  | 137 | 91  | 46   |
| 4           | Ceará Fenix           | 1 | 5 | 0 | .167  | 63  | 242 | -179 |

### Playoffs
Em itálico, os times que possuem o mando de campo e em negrito os times classificados.
|  | Semifinais | Semifinais            | Semifinais      |    |  | Final                 | Final | Final |
|  |            |                       |                 |    |  |                       |       |       |
|  | 1          | Ceará Caçadores       | 18              |    |  |                       |       |       |
|  | 4          | João Pessoa Espectros | 24              |    |  |                       |       |       |
|  |            |                       |                 |    |  | João Pessoa Espectros | 38    |       |
|  |            |                       | Recife Mariners | 12 |  |                       |       |       |
|  | 2          | Recife Mariners       | 28              |    |  |                       |       |       |
|  | 3          | América Bulls         | 06              |    |  |                       |       |       |

#### Semifinais
| 15 de novembro | Relatório | Ceará Caçadores | 18–24 | João Pessoa Espectros |  | Estádio Murilão, Fortaleza-CE |  |

| 16 de novembro | Relatório | Recife Mariners | 28–06 | América Bulls |  | Estádio dos Aflitos, Recife-PE |  |

#### Nordeste Bowl V
| 30 de novembro | Relatório | Recife Mariners | 12–38 | João Pessoa Espectros |  | Arena Pernambuco, Recife-PE Público: 7.056 |  |

## Superliga Centro-Sul

### Classificação da Fase Principal
Classificados para a Final estão marcados em verde.
| Pos | Times               | V | D | E | PCT   | PF  | PS  | SP   |
| --- | ------------------- | - | - | - | ----- | --- | --- | ---- |
| 1   | Coritiba Crocodiles | 4 | 0 | 0 | 1.000 | 176 | 43  | 133  |
| 2   | Cuiabá Arsenal      | 3 | 1 | 0 | .750  | 135 | 85  | 50   |
| 3   | São Paulo Storm     | 2 | 2 | 0 | .500  | 141 | 104 | 37   |
| 4   | São José Istepôs    | 1 | 3 | 0 | .250  | 81  | 92  | -11  |
| 5   | Goiânia Rednecks    | 0 | 4 | 0 | .000  | 17  | 226 | -209 |

### Final
| 16 de novembro | Relatório | Coritiba Crocodiles | 35–21 | Cuiabá Arsenal |  | Clube Imperial, Curitiba-PR |  |

## Brasil Bowl V
| 14 de dezembro 16:00 UTC -2 | Relatório | Coritiba Crocodiles | 23–17 | João Pessoa Espectros |  | Estádio Couto Pereira, Curitiba-PR |  |

## Premiações
| Brasil Bowl V                           |
| Paraná                                  |
| --------------------------------------- |
| Coritiba Crocodiles Campeão (2º título) |

| Superliga Nordeste de 2014 (Nordeste Bowl V) |
| Paraíba                                      |
| -------------------------------------------- |
| João Pessoa Espectros Campeão (5º título)    |

| Superliga Centro-Sul de 2014            |
| Paraná                                  |
| --------------------------------------- |
| Coritiba Crocodiles Campeão (5º título) |